# قانون مستنقع الأرض لعام 1850
قانون مستنقع الأرض لعام 1850 بعنوان بالكامل "قانون لتمكين ولاية أركنساس والولايات الأخرى من استعادة أراضي المستنقعات ضمن حدودها"، يوفر بشكل أساسي آلية لإعادة ملكية المستنقعات المملوكة اتحاديًا إلى الولايات التي توافق على تجفيف الأرض وتحويلها إلى منتجة للاستخدام الزراعي. يهدف في المقام الأول إلى تطوير إيفرجليدز بولاية فلوريدا، ونقل حوالي 20 مليون فدان (31000 ميل مربع، 81000 كيلومتر مربع) من الأرض في إيفرجليدز إلى ولاية فلوريدا لهذا الغرض، كما تم تطبيق القانون خارج فلوريدا، وحفز الصرف والتنمية في العديد من مناطق الولايات المتحدة، بما في ذلك المناطق المحيطة بنهر كانكاكي في إنديانا، وشواطئ بحيرة سانت كلير في ميشيغان وأماكن أخرى، وشجع المهاجرين الذين وصلوا إلى الولايات المتحدة بعد ذلك الوقت على الاستيطان. اعتبر لاحقًا أنه كان يمثل مشكلة بيئية، فقد تم عكس العديد من أحكامه في الوقت المناسب بموجب قانون المياه النظيفة لعام 1972 والتشريعات اللاحقة، لكن آثاره التاريخية على أنماط التنمية والاستيطان في الولايات المتحدة ظلت قائمة.
في لويزيانا أعطى هذا القانون الولاية ثمانية ملايين ونصف المليون فدان من مستنقعات الأنهار والمستنقعات للبيع لدفع تكاليف إجراءات السيطرة على الفيضانات. بموجب هذه الخطة تم بيع آلاف الأفدنة من أشجار السرو البكر في حوض أتشافالايا لشركات كبيرة، غالبًا مقابل خمسة وسبعين سنتًا للفدان أو أقل. في المقابل بدأت الدولة في بناء عدد قليل من السدود المنخفضة وأجرت عمليات تجريف دورية. لكن الزيادة في الفيضانات في الحوض بسبب إزالة الطوافات على نهر أتشافالايا العلوي، أعطت شركات الأخشاب المزيد من المياه لتعويم منتجاتها إلى السوق، مما سمح بالتدمير الكامل لغابات السرو القديمة النمو مع القليل من التراجع.